# As Filhas do Fogo
As Filhas do Fogo é um filme brasileiro de 1978, dos gêneros drama e suspense, escrito e dirigido por Walter Hugo Khouri.

## Sinopse
Ana, uma estudante que mora em São Paulo vai a Gramado, no sul do Brasil, para visitar uma amiga, Diana. Elas conhecem Dagmar, uma estranha mulher envolvida com parapsicologia e que realiza estranhas experiências para captar vozes de pessoas mortas.

## Elenco
- Paola Morra .... Diana
- Karin Rodrigues .... Dagmar
- Rosina Malbouisson .... Ana
- Maria Rosa .... Mariana
- Serafim Gonzalez .... forasteiro
- Selma Egrei .... Sílvia
- Mara Hüsemann .... tia Gertrudes
- Helmut Hosse .... mordomo
- Karin Haas .... costureira
- Rudolf Machalowski .... caseiro